# Hypena jussalis
Hypena jussalis är en fjärilsart som beskrevs av Walker 1859. Hypena jussalis ingår i släktet Hypena och familjen nattflyn. Inga underarter finns listade i Catalogue of Life.